# Глущенко Віктор Михайлович
Ві́ктор Миха́йлович Глу́щенко (29 квітня 1939, Суми — 2023) — український російськомовний поет; член Національної спілки письменників України з 2003 року.

## Життєпис
Народився 29 квітня 1939 року в місті Сумах (нині Україна). З 1957 року (з перервами) працював на виробництві у Києві. 1963 року закінчив Київський автомобільно-дорожній інститут.
Протягом 1969—1973 років працював у Всесоюзному науково-дослідному інституті електропобутових машин та приладів; у 1973—1993 роках — а Київському інституті автоматики; з 1993 по 1995 рік — в Українському музеї історії Великої Вітчизняної війни 1941—1945.
Помер у 2023 році.

## Творчість
У періодичних виданнях друкувався з 1960 року. Перші публікації в газетах: «Комсомольское знамя», «Молода гвардія», «Молодь України», журналі «Радуга», у збірниках: «День поезії» (Москва), «Парнаські страждання» (Москва, видавництво «Молода гвардія»), журналі «Смена» (Москва). Також публікувався у Харкові, Нью-Йорку, Ізраїлі, київській пресі. У творчості дотримується класичних канонів реалізму. Автор книг:
- «И черный ангел в небесах» (Київ, 1992);
- «Вот и кончилось лето» (Київ, 1994);
- «Дом с белой крышей» (Київ, 1996);
- «Продается артист» (Київ, 1999);
- «Азбука начинающего поэта» (Санкт-Петербург, 2001);
- «Многогранность полного стакана» (Київ, 2002);
- «Летний джаз» (Київ, 2005);
- «1500 легкомыслий» (Москва, 2005).

У 2015 році презентував поетичну збірку «Держись за кисточку».